# Pinnaspis tuberculata
Pinnaspis tuberculata är en insektsart som beskrevs av Tang 1986. Pinnaspis tuberculata ingår i släktet Pinnaspis och familjen pansarsköldlöss. Inga underarter finns listade i Catalogue of Life.